# Mesonea
Genre
Mesonea est un genre de bryozoaires de la famille Crisinidae.

## Liste d'espèces
Selon World Register of Marine Species (16 avril 2016) :
- Mesonea radians (Lamarck, 1816)
- Mesonea simplex Canu & Bassler, 1929
- Mesonea watersi (Borg, 1941)